# Heinrich Christian Friedrich Hosenfelder
Heinrich Christian Friedrich Hosenfelder (Berlino, 1720 – Sarpsborg, 27 ottobre 1805) è stato un pittore e ceramista tedesco naturalizzato norvegese.

## Biografia
Appartenne a una famiglia di artisti tedeschi il cui più famoso rappresentante fu Christian Friedrich Hosenfelder (1706-1780), che lavorò a Berlino e a San Pietroburgo, dove insegnò presso l'accademia d'arte.
La notorietà di Hosenfelder è motivata dalla sua attività come ceramista, che lo portò ad esercitare la sua arte nel settore dell'arredamento.
Le opere di Hosenfelder si caratterizzarono, in un primo periodo, per lo stile rococò rielaborato e diffuso in Germania; in una fase creativa seguente, invece, il pittore si accostò alle nuove tendenze artistiche provenienti dall'Inghilterra.
Uno degli elementi peculiari della sua arte fu l'intensità dei colori, con una preferenza per il marrone.
Intorno al 1760 si trasferì in Norvegia, dove nel 1767 sposò Idd e l'anno successivo ebbero un figlio.
Un'altra attività nella quale Hosenfelder si mise in evidenza fu la ritrattistica e molti suoi lavori sono conservati ed esposti al Museo Nazionale di Oslo.
Tra i ritratti principali si possono menzionare quelli di Anne C. (1776), di John M. Hansteen (1776 di proprietà privata), di Karen e Niels Romedal (1770, proprietà privata); queste opere evidenziarono lo sfondo tedesco di un realismo borghese con alcune copertine in stile rococò.
L'opera più conosciuta è il ritratto di James Collett da bambino (1791, National Gallery), che si caratterizzò per una pennellata con una mano leggera e sicura nel disegno dei dettagli sul viso e sulle mani. I colori in risalto furono il rosa e il marrone, accanto al bianco e nero. L'immagine rivelò l'influenza dell'arte inglese.